# Teatro Real (Madrid)
El Teatro Real és el teatre d'òpera de Madrid. Està situat a la Plaza de Oriente, enfront del Palau Reial, i és un dels monuments emblemàtics de la ciutat, conegut col·loquialment com a El Real.

## Història

### Construcció
El rei Ferran VII va promoure la construcció a Madrid d'un teatre d'òpera per a la cort. La corona va cedir els solars de l'antic teatre de Los Caños del Peral, vora la Plaza de Oriente i se n'encarregà el projecte a Antonio López Aguado, que hi posà la primera pedra en 1818. No obstant això, els esdeveniments polítics, els canvis en les autoritats, la manca d'interès i de recursos van paralitzar el projecte i les obres no van continuar. Represes entre 1822 i 1824, sota la direcció de Custodio Moreno, quedaren novament interrompudes fins a 1835-1837, ara per manca de recursos. Les parts construïdes se'n van fer servir com a saló de balls (1838), polvorí (1840) i caserna (1842). En 1843 va servir com a sala de sessions del Congrés dels Diputats. Finalment, va intervenir la reina Isabel II: el 7 de maig de 1850, una Reial Orde es va manifestar el desig d'impulsar les obres del teatre, i es va programar que les obres de construcció havien d'acabar-se en un termini de sis mesos.
El teatre es va inaugurar el 19 de novembre de 1850, coincidint amb l'onomàstica de la sobirana. L'obra triada va ser La Favorite, de Donizetti i hi van actuar artistes de renom, com la soprano Alboni i el director d'orquestra Michel Rochelle.
El projecte seguit fou el dels arquitectes Antonio López Aguado i Custodio Moreno, encarregats de crear un magnífic edifici amb forma hexagonal irregular. La façana principal miraria a la Plaza de Oriente i l'altra, de menor prestància, a la plaça d'Isabel II. Les ampliacions i reconstruccions posteriors han alterat molt l'aspecte original, en particular la de la façana principal, totalment diferent. En la decoració interior van treballar els artistes i decoradors més importants de l'època com ara Bravo, Tegeo i Lúcar. A banda del teatre pròpiament dit, hi havia dos salons de ball, tres salons, una confiteria, un cafè, un tocador i un guarda-roba. Totes aquestes comoditats s'havien copiat de grans teatres europeus com el San Carlo de Nàpols o La Scala de Milà.

### Primeres temporades

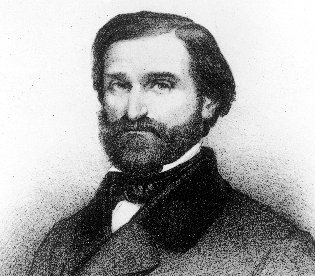
Verdi, molt apreciat pel públic del Teatro Real, al qual va acudir per a estrenar La forza del destino

A causa de l'enorme cost que tenia una representació, entorn d'1.200.000 rals i als deutes per la seua construcció, el Teatro Real va passar a les mans d'una empresa privada, que va imposar uns preus que oscil·laven entre els 80 i els 100 rals.
La segona temporada es va iniciar amb la representació de Les Martyrs, de Donizetti. Va ser una temporada breu amb només 69 representacions, amb gran èxit entre l'aristocràcia madrilenya que gaudia amb l'assistència a l'òpera com la classe alta parisenca.
En aquestes primeres temporades, van triomfar els compositors italians: Verdi (que va assistir a l'estrena a Espanya de la seua obra La forza del destino en 1864), Donizetti, Bellini i Rossini. Les òperes que el públic va acollir amb més entusiasme van ser La traviata, Il trovatore, Rigoletto i La forza del destino, perquè el bel canto gaudia de gran popularitat a Espanya, en detriment de l'escola alemanya.
Cada un dels cicles tenia una mitjana de 120 representacions, la majoria òperes, ballets i concerts. La plantilla del teatre ascendia a 447 empleats, més els artistes que participaven en cada obra concreta.

### Ruïna i tancament

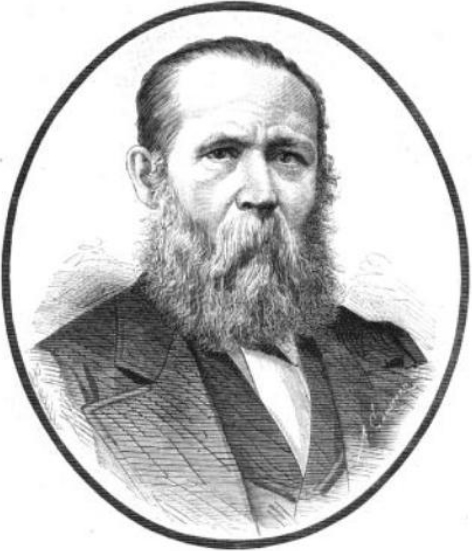
Johann Daniel Skoczdopole, director d'orquestra del Teatro Real (1851-1865, 1871-1877)

Econòmicament, el Teatro Real va ser un fracàs. La mala gestió de les vendes i els pocs beneficis obtinguts van obligar a atorgar a una companyia d'òpera italiana l'exclusivitat en les representacions al coliseu.
Les temporades de 1854-1855 i 1855-1856 no van omplir l'aforament i hi van causar importants deutes, per la qual cosa es van rebaixar les entrades del teatre amb la intenció d'ampliar el públic. Però aquesta mesura va provocar que l'aristocràcia i l'alta burgesia deixaren de freqüentar-lo, fent encara major la desfeta financera.
L'any 1857, va començar a superar-se la crisi, ja que el teatre va recuperar el seu públic. Es van haver de numerar els seients i es va disposar la construcció d'una llotja reial. La Casa Reial va intentar fer costat al teatre, amb esdeveniments com la funció commemorativa del naixement de l'Infant Alfons el 28 de novembre de 1857, però no va poder evitar la gran fallida de la temporada de 1858-1859.
A partir de llavors, el teatre va patir un enorme declivi, perquè tot i el muntatge de grans espectacles i la direcció d'intel·ligents gestors, com ara Andrés Coello, les crisis economicopolítiques i diversos factors (incendi del teatre l'any 1867) van precipitar la seua ruïna. El 1925, el Teatre Real es va tancar per Reial Decret, ja que corria el perill d'esfondrar-se a causa de les obres del metro, que discorrien pel mateix subsòl del teatre.

### Reobertura

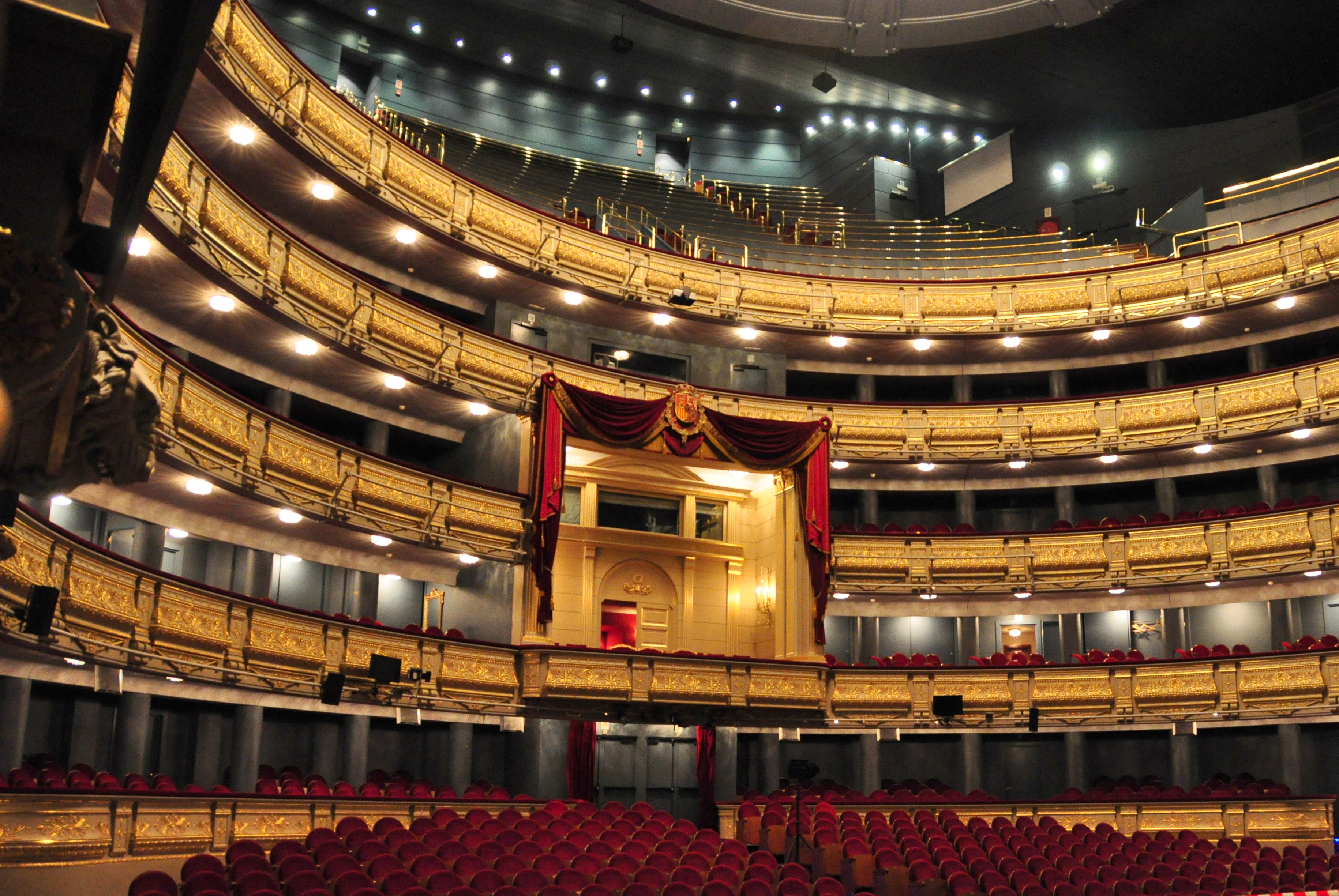
Interior del Teatro Real

Malgrat el tancament del teatre l'any 1925, el govern sempre va preveure la possibilitat de restaurar-lo, encarregant nombrosos projectes, com el de l'arquitecte Flórez Urdanpilleta, qui va plantejar una remodelació faraònica de l'edifici. No obstant això, les dificultats econòmiques van impedir la realització d'aquests projectes i es va dur a terme una simple restauració, patrocinada per la Fundació Juan March, duta a terme per l'arquitecte Manuel González Valcárcel. L'any 1966 es va reobrir com a sala de concerts, incloent a l'edifici les instal·lacions del Conservatori de Música. La reobertura es va celebrar amb un concert de l'Orquestra Nacional d'Espanya, dirigida per Rafael Frühbeck de Burgos, i l'Orfeó Donostiarra, al qual van assistir el dictador Francisco Franco, els prínceps Joan Carles i Sofia, la Reina de Grècia i la seua filla Irene.
L'any 1969 va acollir el XIV Festival d'Eurovisió amb un decorat dissenyat per Salvador Dalí.
De 1991 a 1997, els arquitectes Jaime González Varcárcel, Miguel Verdú Belmonte i Francisco Rodríguez Partearroyo van dur a terme les obres de reconversió del Teatre en una sala operística. Es va haver de reformar l'escenari, que mesura 1.430 metres quadrats sota un arc de 18x24 metres, a la qual cosa cal afegir una complexa i sofisticada constitució tècnica. A més, es van redecorar tots els espais de l'edifici.
Avui dia el Teatro Real és un dels grans teatres operístics d'Europa i les seues temporades acullen produccions en què participen primeres figures internacionals del cant, la direcció musical, la direcció d'escena i la dansa.
Des del 2013 el seu director artístic és el crític musical i director artístic d'òpera Joan Matabosch i Grifoll.
El teatre ofereix un servei de visites guiades en diversos idiomes, tots els dies. Els recorreguts inclouen l'auditori, l'escenari, tallers i sales d'assaig.

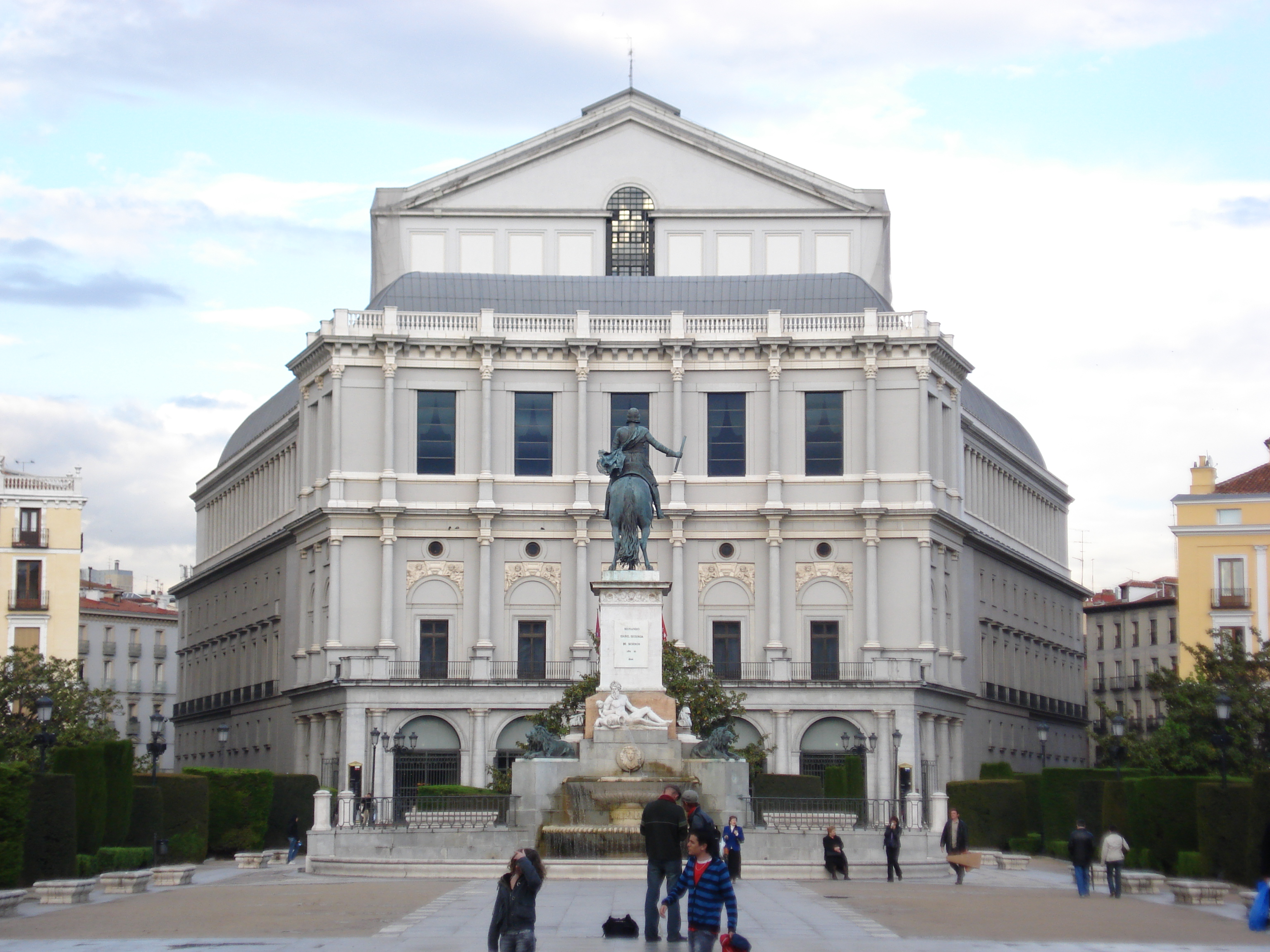
Detall de la façana principal
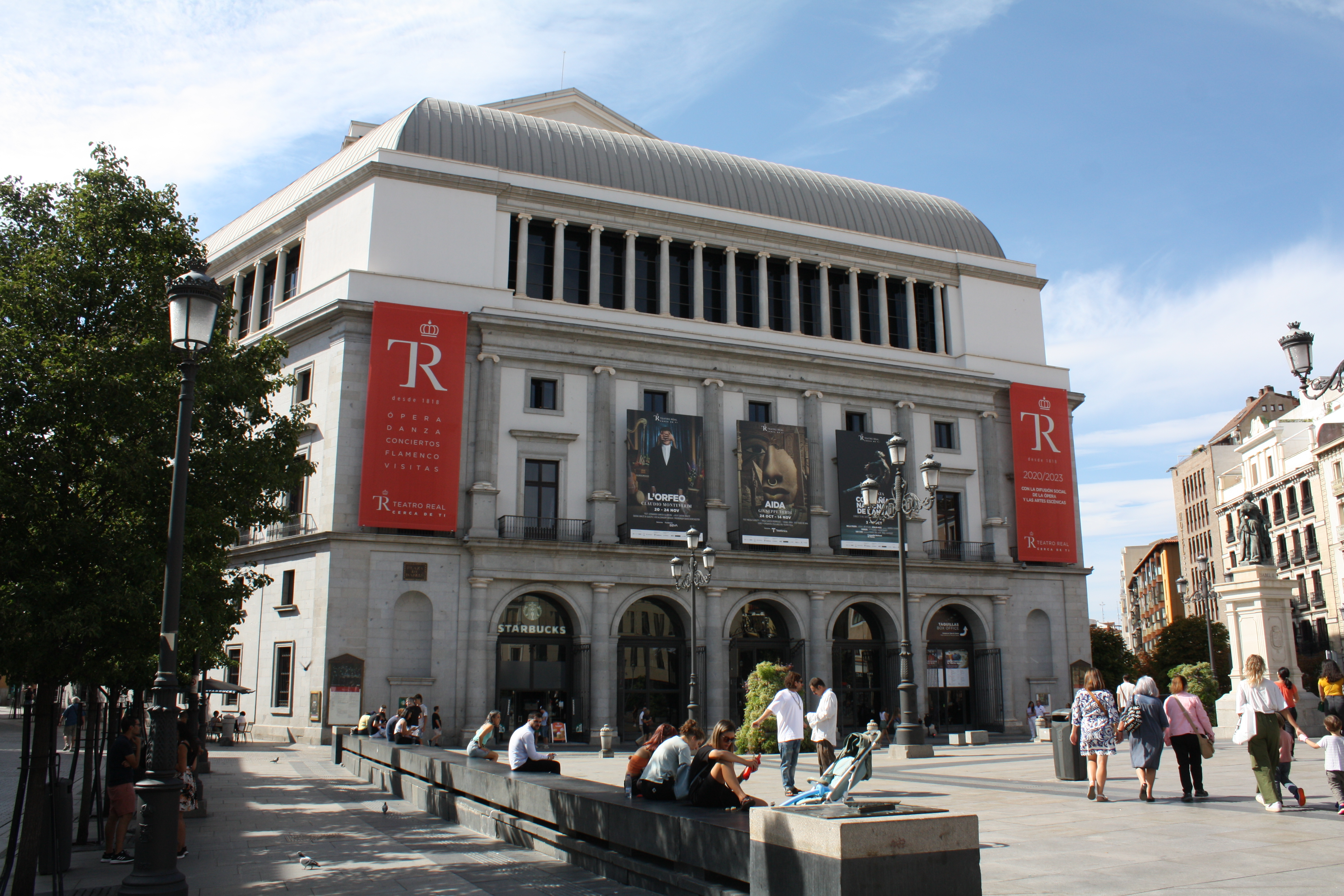
Façana est del Teatro Real, vista des de la Plaça d'Isabel II
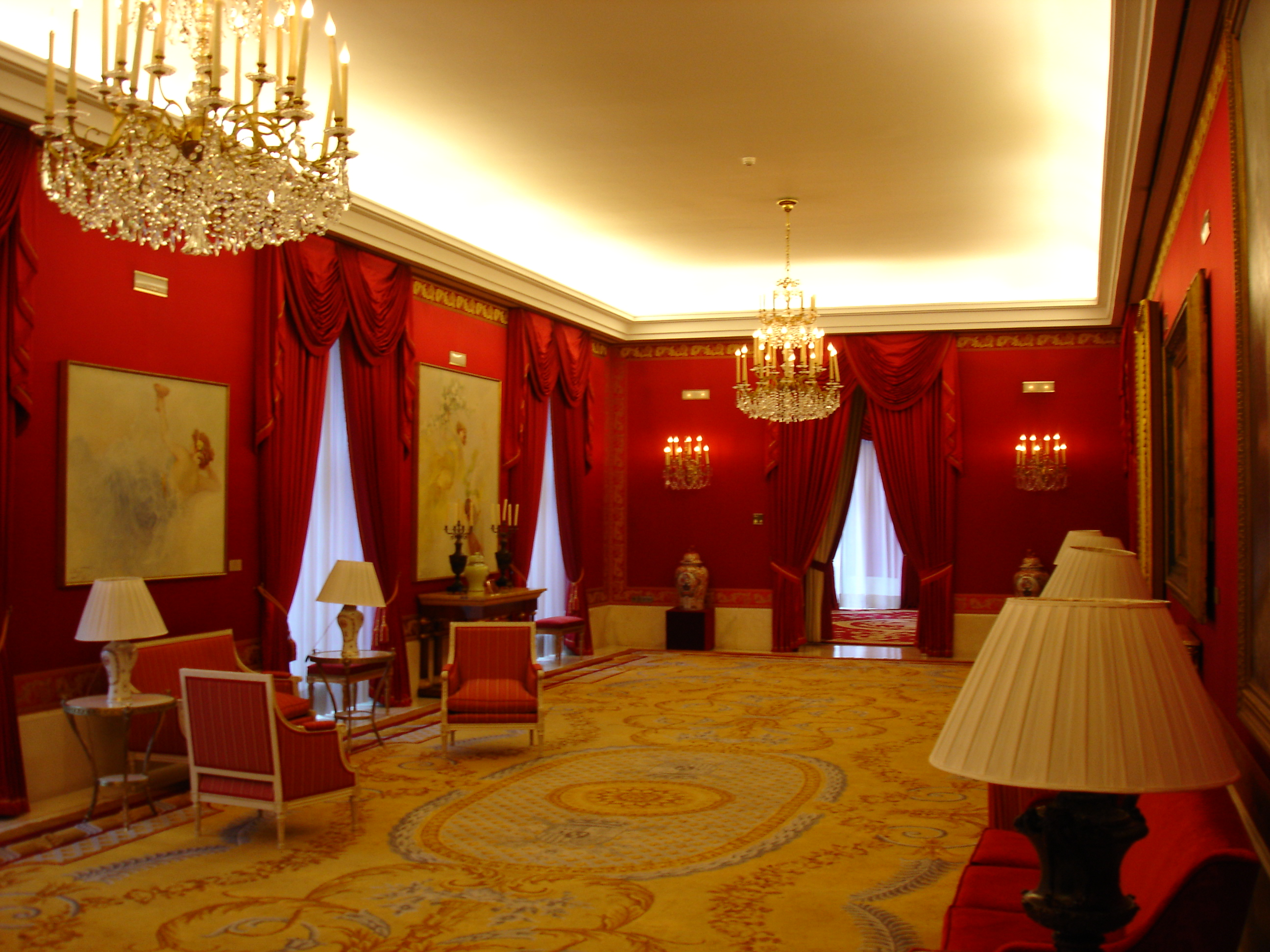
Saló de descans de la segona planta
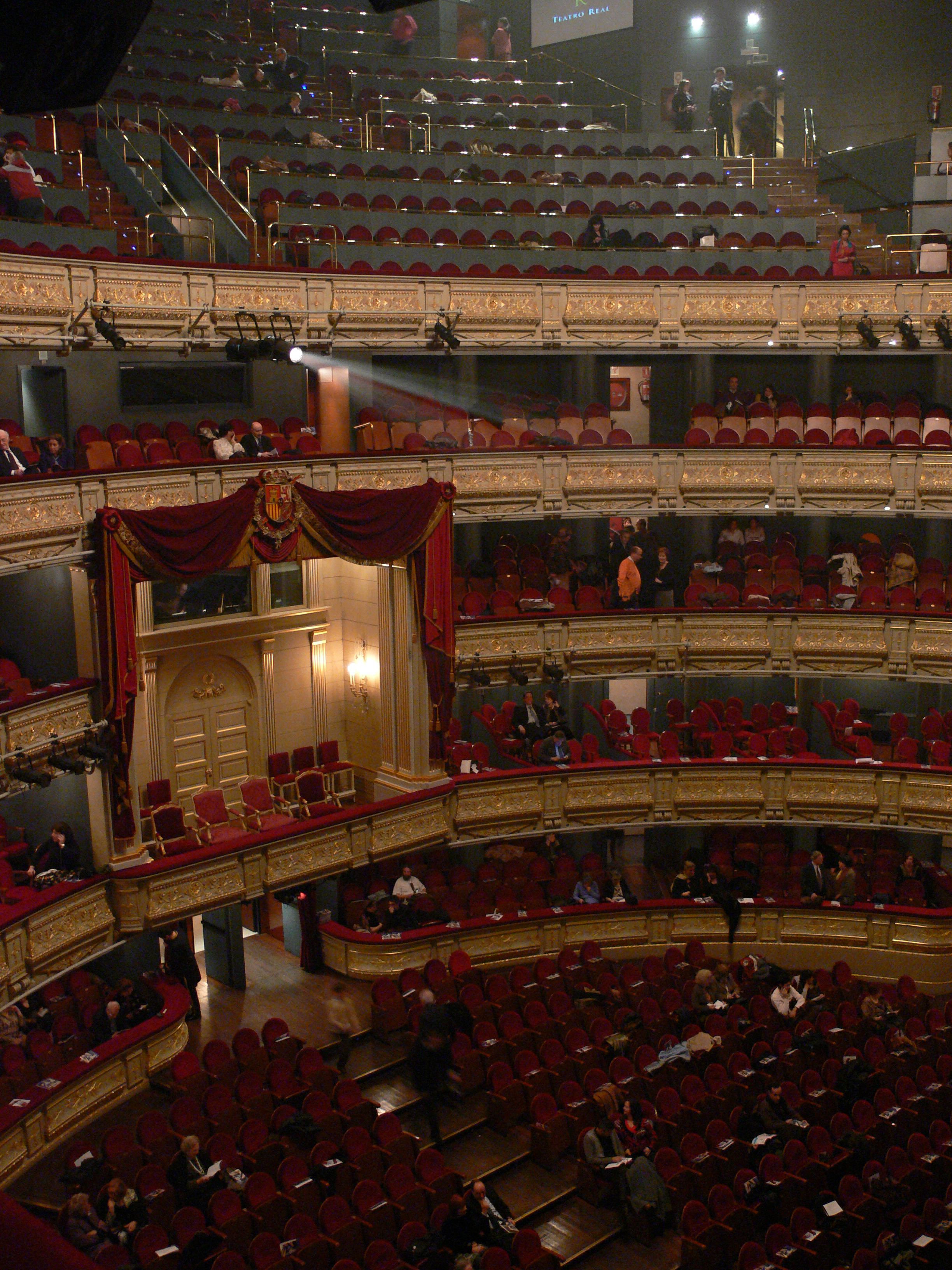
Sala principal amb la llotja reial
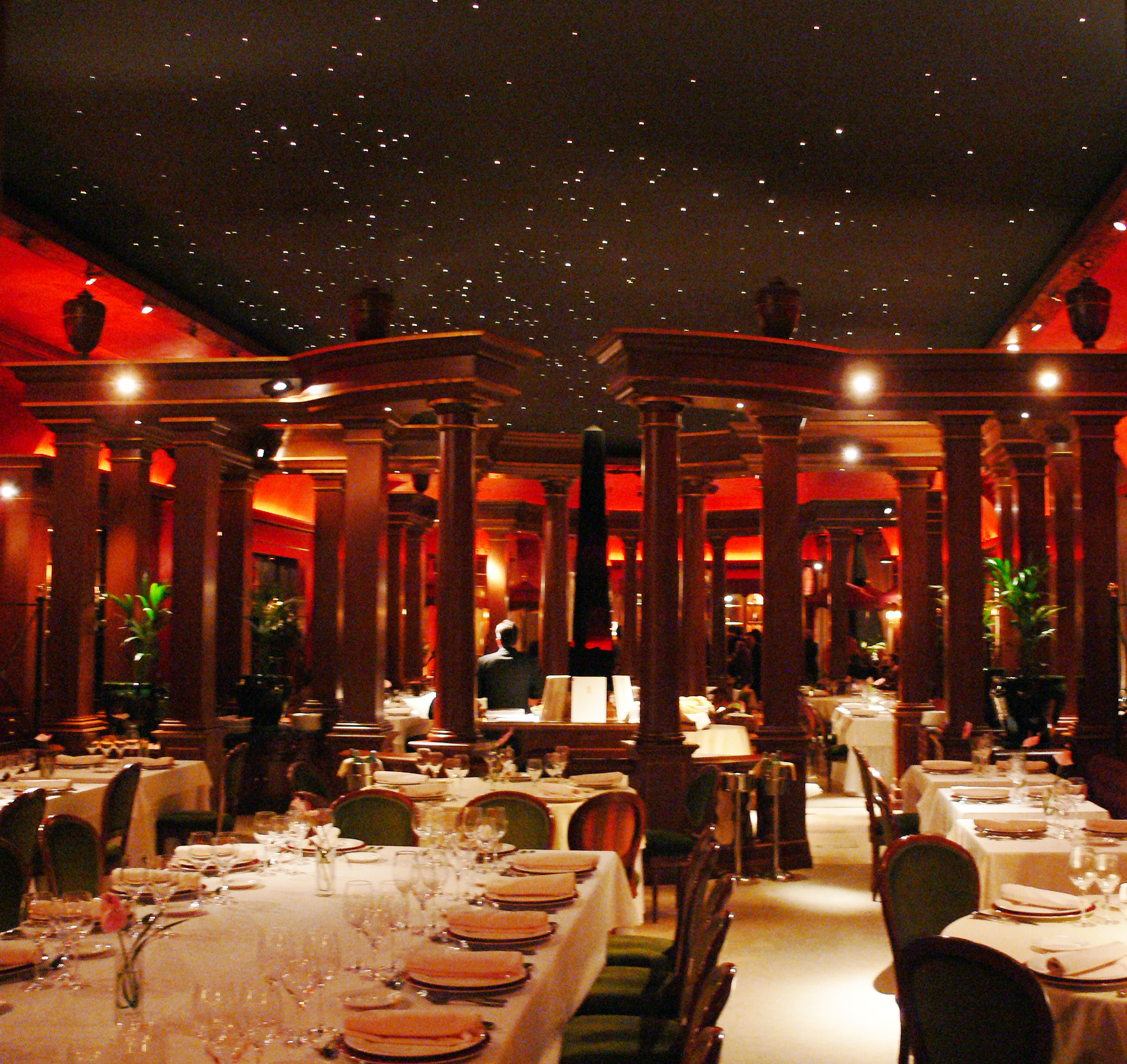
Restaurant
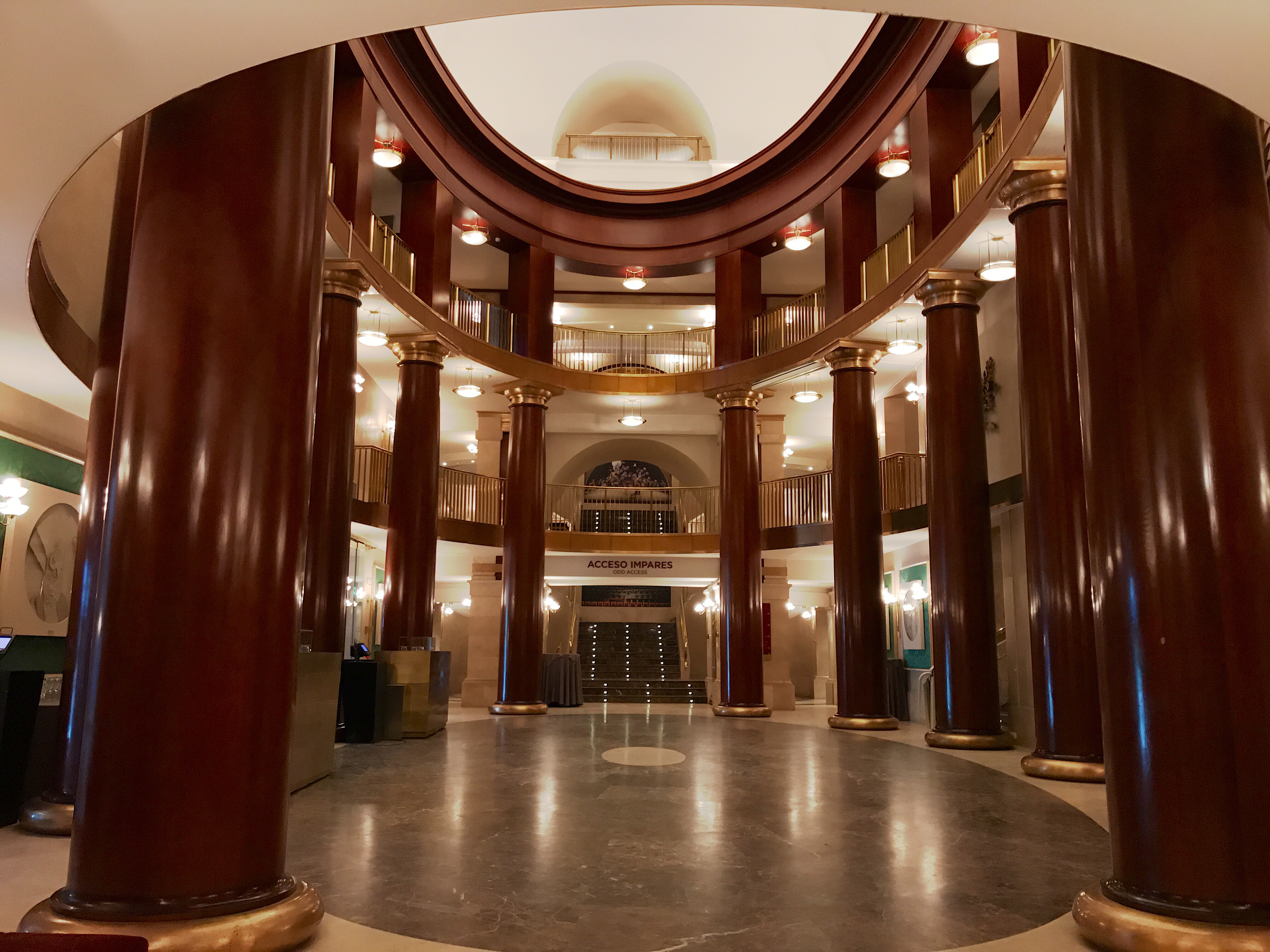
Vestíbul del teatre

## Estrenes absolutes al Teatro Real

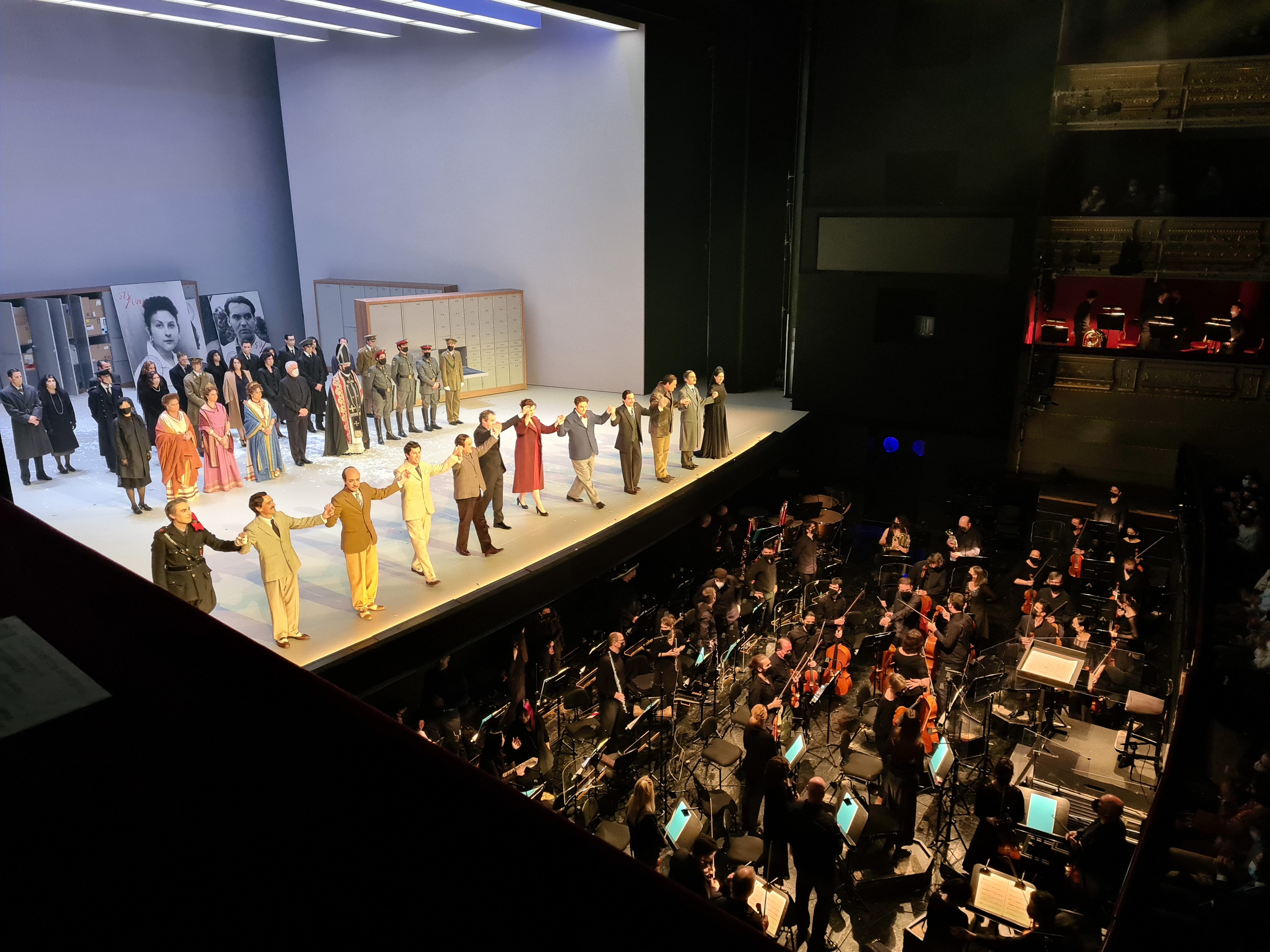
El abrecartas, de Luis de Pablo (2022)

En negreta, els títols més importants en cada gènere. Si no s'indica una altra cosa, es tracta d'òperes.
- Primera etapa com a teatre d'òpera:
- 1856 Isabella la Cattolica, nova versió de La conquista di Granata (1850) d'Emilio Arrieta (18 de desembre)
- 1871 Marina d'Emilio Arrieta (versió operística; com a sarsuela s'estrenà el 1855 al Teatro Circo de Madrid) (16-3)
- 1874 Las naves de Cortés de Ruperto Chapí (19 d'abril)
- 1876 La hija de Jefté de Ruperto Chapí (11 de maig)
- 1877 Leda de Valentín Zubiaurre (22 d'abril)
- 1878 Roger de Flor de Ruperto Chapí (11 de febrer)
- 1879 Polonesa de concert, peça simfònica de Pere Miquel Marquès (1 de desembre)
- 1882 Mitridate d'Emilio Serrano Ruiz (14 de gener)
- 1885 El príncipe de Viana de Tomás Fernández Grajal (2 de febrer); Baldassare de Gaspar Villate (28 de febrer)
- 1889 Los amantes de Teruel de Tomás Bretón (12 de febrer)
- 1890 Giovanna la Pazza d'Emilio Serrano (2 de març)
- 1891 Irene de Otranto d'Emilio Serrano (17 de febrer); Rachel d'Antonio Santamaría (29 de novembre)
- 1898 Gonzalo de Córdoba d'Emilio Serrano (14 de novembre)
- 1900 Raquel de Tomás Bretón (20 de gener); La visión de Fray Martín, poema simfònic de Ricardo Villa
- 1902 Vendetta zingaresca de Ramón María Montilla (5 de març)
- 1903 Quartet amb piano en fa menor Mobilis in mobile de Joan Manén (25-3)
- 1909 Margarita la tornera de Ruperto Chapí (24-2)
- 1910 Colomba d'Amadeu Vives (15 de gener)
- 1911 La tragedia del beso de Conrado del Campo; El final de Don Álvaro de Conrado del Campo (4 de març)
- 1913 Tabaré de Tomás Bretón (26 de febrer)
- 1916 Noches en los jardines de España, peça per a piano i orquestra de Manuel de Falla (9-4)
- 1914 Poema de niños, obra simfònica d'Òscar Esplà
- 1917 Poema en forma de canciones, cicle de cançons de Joaquín Turina
- 1919 El Avapiés de Conrado del Campo (18 de març)
- 1920 Bohemios, versió operística de la sarsuela d'Amadeu Vives completada per Conrado del Campo
- 1923 Yolanda de Vicente Arregui (10 de febrer); Jardín de oriente de Joaquín Turina (6 de març)
- 1925 La Virgen de Mayo, de Federico Moreno Torroba (14 de febrer)

- Etapa com a sala de concerts:
- 1969 Cantata sobre los derechos humanos, cantata d'Òscar Esplà amb text de Gerardo Diego
- 1970 Llama de amor viva, cantata d'Òscar Esplà, amb text de Sant Joan de la Creu
- 1972 Concert per a violoncel i orquestra de Francisco Escudero
- 1974 Simfonia en do de Carmelo Alonso Bernaola
- 1978 Tzakol de Joan Guinjoan; Entropías d'Agustín González Acilu; Entrada, obertura de Carmelo Alonso Bernaola
- 1979 GIC 1979 per a conjunt instrumental de Joan Guinjoan
- 1980 Rupturas de Jesús Villa Rojo; Simfonia núm. 2 de Carmelo Alonso Bernaola
- 1981 Sonido de la guerra, cantata de Luis de Pablo
- 1982 Sinfonía del mar, simfonia de Joaquín Turina, inacabada, orquestrada per Manuel Castillo; Cinc peces per a orquestra de Miquel Àngel Roig-Francolí; Ambient núm. 1 (3a versió) de Joan Guinjoan
- 1983 Kyros, obra simfònica de Juan José Falcón Sanabria; Simfonia núm. 2 de Claudio Pietro; Biografía per a soprano i orquestra de Miguel Alonso; Fantasía castellana, concert per a piano i orquestra de Federico Moreno Torroba
- 1984 Trama de Joan Guinjoan; Concert per a violí i conjunt instrumental de Jorge Fernández Guerra
- 1985 Las voces de los ecos d'Alfredo Aracil, per a mezzo i orquestra, amb textos de John Milton
- 1986 Concierto de amor per a violoncel, de Claudio Pietro; Concert núm. 1 per a violí de Joan Guinjoan

- Reobertura com a teatre d'òpera:
- 1997 Divinas palabras d'Antón García Abril (18 d'octubre)
- 2000 Don Quijote de Cristóbal Halffter (23 de febrer)
- 2001 La señorita Cristina de Luis de Pablo (10 de febrer)
- 2002 Babel 46 de Xavier Montsalvatge (escrita en 1967)
- 2003 Merlin d'Isaac Albéniz (28 de maig, estrena de la versió completa; el 1950 se n'havia donat en versió reduïda i traduïda al Teatre Tívoli de Barcelona)
- 2006 Dulcinea, òpera per a nens de Mauricio Sotelo
- 2007 El viaje a Simorgh de José María Sánchez-Verdú (3 de maig)
- 2009 Faust-bal de Lleonard Balada, llibret de Fernando Arrabal (13 de febrer)
- 2011 La página en blanco, música i llibret de Pilar Jurado (11 de febrer)
- 2012 The Life and Death of Marina Abramovic, música d'Antony i William Basinski	(11 d'abril)
- 2012 Poppea e Nerone reorquestració de Philippe Boesmans de L'incoronazione di Poppea de Claudio Monteverdi (1641)
- 2013 The perfect American, música de Philip Glass, llibret de Rudy Wurlitzer (22 de gener)
- 2014 Brokeback Mountain, música de Charles Wuorinen (28 de gener)
- 2015 El público, música de Mauricio Sotelo (24 de febrer)
- 2017 La ciudad de las mentiras, música d'Elena Mendoza (21 de febrer)
- 2018 El pintor de Juan José Colomer
- 2019 Je suis narcissiste de  Raquel García-Tomás
- 2020 Marie de Germán Alonso (9 de gener)
- 2021 Tránsito de Jesús Torres (29 de maig)
- 2022 El abrecartas de Luis de Pablo (16 de febrer)
- 2022 Extinción de Agrupación Señor Serrano (12 d'abril)

## Fons

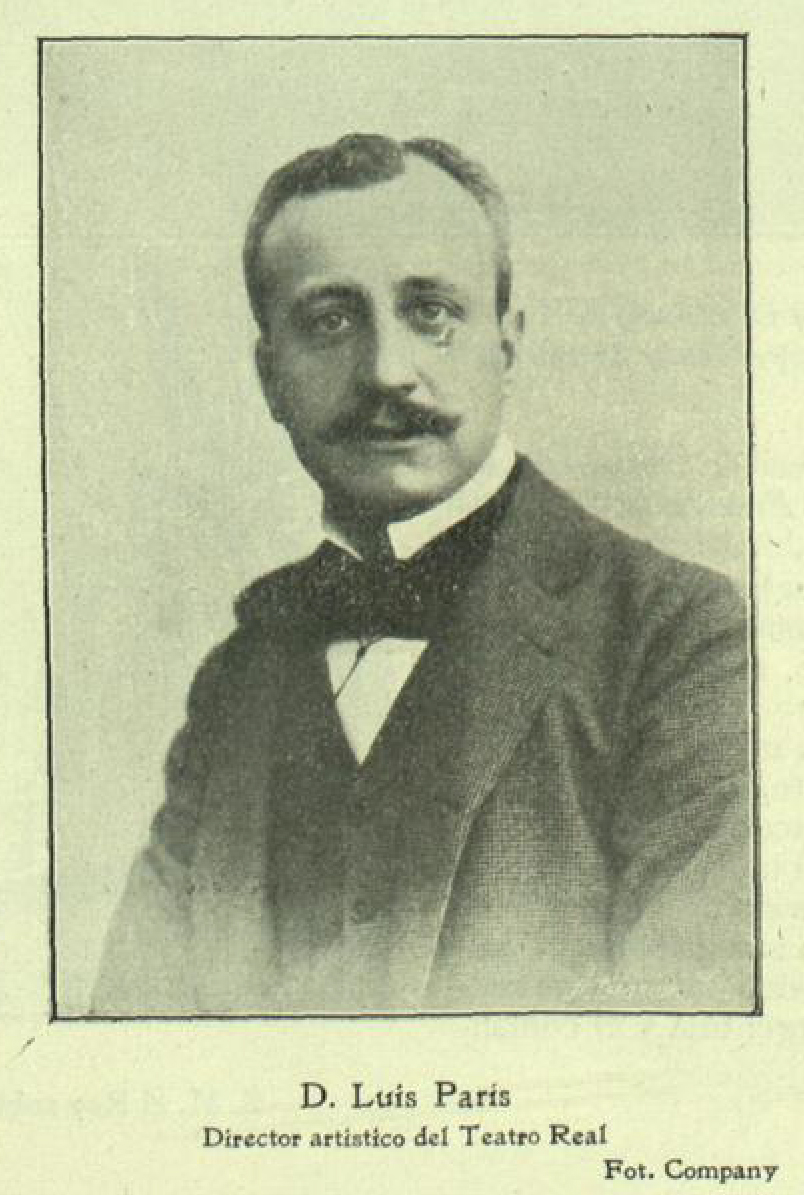
Luis París

El seu fons arxivístic generat entre 1850 i 1925 es conserva en bona part al Centre de Documentació i Museu de les Arts Escèniques de Barcelona i consta de més de 800 fulls manuscrits, impresos, programes i retalls de premsa, quaderns del director, cartes, esbossos i figurins, 190 fotografies, documentació administrativa artística, legal i comptable. Luis Paris, ordenà el fons per «arxius de produccions», i el treball arxivístic realitzat pel MAE ha respectat el criteri de procedència i classificació originals, tot estudiant i classificant les produccions existents a l'arxiu i documentant els documents gràfics i iconogràfics. El fons s'organitza en 24 caixes depenent de si cada producció escènica té l'arxiu complet o incomplet, i de la documentació associada.